# Gérard Sautel
Pour les articles homonymes, voir Sautel (homonymie).
Gérard Sautel, né le 10 décembre 1921 à Salon-de-Provence et mort le 23 décembre 2004 à Paris est un historien français du droit.

## Biographie
Né le 10 décembre 1921 à Salon de Provence, Gérard Sautel est professeur émérite à l'université Paris-II.
Époux de Marguerite Boulet-Sautel, il meurt le 23 décembre 2004 à Paris.